# Mesembryanthemum pallens
Mesembryanthemum pallens är en isörtsväxtart. Mesembryanthemum pallens ingår i Isörtssläktet som ingår i familjen isörtsväxter.

## Underarter
Arten delas in i följande underarter:
- M. p. lanceum
- M. p. luteum
- M. p. namaquense
- M. p. pallens